# John Lenaghan
John Lenaghan (1888 - 1951) là một cầu thủ bóng đá người Anh từng thi đấu cho Stoke.

## Sự nghiệp
Lenaghan sinh ra ở Liverpool và bắt đầu sự nghiệp với đội bóng Wales Mardy trước khi gia nhập Stoke năm 1910. Ông trải qua hai mùa giải ở Victoria Ground ghi 10 bàn thắng trong 37 lần ra sân. Sau đó ông trở lại Wales với Chirk AAA.

## Thống kê sự nghiệp
| Câu lạc bộ          | Mùa giải            | Giải quốc nội | Giải quốc nội | Cúp FA  | Cúp FA    | Tổng    | Tổng      |
| Câu lạc bộ          | Mùa giải            | Số trận       | Bàn thắng     | Số trận | Bàn thắng | Số trận | Bàn thắng |
| ------------------- | ------------------- | ------------- | ------------- | ------- | --------- | ------- | --------- |
| Stoke               | 1911-12             | 18            | 8             | 0       | 0         | 18      | 8         |
| Stoke               | 1912-13             | 19            | 2             | 0       | 0         | 19      | 2         |
| Tổng cộng sự nghiệp | Tổng cộng sự nghiệp | 37            | 10            | 0       | 0         | 37      | 10        |